# Матвей Захарович Горяинов
Матвей Олегович Горяинов (версия — Горяйнов; настоящее имя — Сухер Срулевич Герценштейн; ?, Одесса — ?) — российский оперный певец, бас, режиссёр и антрепренёр.
Пению обучался у М. Полли и К. Эверарди. В 1892 дебютировал на оперной сцене в Екатеринославе, выступал в разных российских городах (Киев, Харьков, Петербург, Тифлис, Иркутск, Нижний Новгород, Рыбинск, Елисаветград и т. д.). В 1902—1903 годах — солист Мариинского театра, в 1903—1904 — Большого театра. В 1909 становится одним из организаторов (совместно с С. Гецевичем) оперной труппы «Кривое зеркало». Сотрудничал с оркестрами под управлением У. Авранека, С. Барбини, Дж. Пагани.

## Творчество
Исполнил на сцене множество оперных партий, среди которых:
Котрони («Горный сокол», 1-й исполнитель); Пушкара («Наль и Дамаянти», 1-й исполнитель); Нурабад («Искатели жемчуга» Ж. Бизе); Рене («Иоланта» П. И. Чайковского); Пандольф («Золушка» Ж. Массне); Сусанин («Жизнь за царя» М. И. Глинки); Мельник («Русалка» А. Даргомыжского), Варлаам; Олоферн; Дон Базилио («Севильский цирюльник» Дж. Россини); Лоренцо («Ромео и Джульетта»); Фарлаф («Руслан и Людмила»); Гудал («Демон» А. Рубинштейна); Малюта Скуратов («Царская невеста»); Гремин («Евгений Онегин» Чайковского); Кончак («Князь Игорь»); Дубровский; Лепорелло («Дон Жуан»); Марсель («Гугеноты» Дж. Мейербера); Мефистофель («Фауст»); Кардинал («Жидовка» Ф. Галеви); Фафнер («Зигфрид»); Цунига, Коллен.
«Горяйнов — твердый репертуарный певец и особенно интересен своим разнообразием — контрастами настроений; иногда он трогает до слез (в „Русалке“, например, и в „Гугенотах“) и смешит тоже до слез (Варлаам и Дон Базилио)».
Голос Горяинова остался на нескольких грампластинках, записанных в Москве («В. И. Ребиков», 1903; «Бека», 1905).